# Groß Dratow
Groß Dratow est une ancienne commune d'Allemagne située dans l'arrondissement du Plateau des lacs mecklembourgeois, dans le Land de Mecklembourg-Poméranie-Occidentale.

## Géographie
Groß Dratow se situe dans la région du plateau des lacs mecklembourgeois (Mecklenburgische Seenplatte), au nord-est du lac Müritz, entre les villes de Waren et Penzlin.

## Histoire
La commune fut mentionnée pour la première fois dans un document officiel en 1284.
Depuis le 1er janvier 2012 elle a fusionné avec la commune de Schloen pour former la nouvelle commune de Dratow-Schloen.

## Quartiers
- Groß Dratow
- Klein Dratow
- Klockow
- Schwastorf